# Alex Costa dos Santos
Alex Costa dos Santos, meglio conosciuto come Alex (Santa Luzia, 29 gennaio 1989), è un ex calciatore brasiliano, di ruolo difensore.

## Carriera
Cresciuto nella Lokomotiv Plovdiv, dove già aveva giocato in prima squadra nel campionato bulgaro, il 31 gennaio 2007 è stato ingaggiato dalla Fiorentina a titolo temporaneo, con l'opzione per il riscatto a titolo definitivo.
Il 25 giugno 2009 viene acquistato a titolo definitivo dall'Eupen.